# 黎恭皇
黎恭皇（越南语：／；1507年9月2日—1527年7月12日（明德元年六月十五））諱黎椿（越南语：／），又名黎懬（越南语：／），是越南後黎朝第十二任皇帝，1522年至1527年在位。

## 生平
黎恭皇黎椿是莊定王黎漴之子，為鄭氏鸞所生，也是黎昭宗黎椅的同胞弟弟。1522年，黎昭宗因不滿大臣莫登庸的專權，與一部分支持者逃到山西明義縣的夢山，聯合西都（今清化）的鄭綏討伐莫登庸。因倉惶出奔，太后鄭氏鸞和弟弟黎椿都未及隨行。莫登庸隨即宣稱黎昭宗被奸臣挾持到外地，另立黎椿為帝，改元統元，是為黎恭皇。在莫登庸的主持下，黎恭皇遙廢黎昭宗為陀陽王。此後莫登庸曾兩次挾持黎恭皇進攻鄭綏，最終在1525年攻陷西都並殺死了鄭綏，抓獲黎昭宗並囚禁起來。
鄭綏死後，莫登庸篡位之心越來越強烈。1526年，莫登庸將黎昭宗殺害。1527年7月，莫登庸的黨羽范嘉謨偽造禪位御詔，迫黎恭皇禪位，成立莫朝。黎恭皇隨即被廢為恭王並被幽禁。不久，莫登庸迫他和皇太后鄭氏鸞自盡，太后憤恨說：「莫登庸殺盡黎氏子孫，他日莫氏也會被殺盡！」於是兩人一同自盡。
黎椿死後諡號恭皇帝，以皇帝之禮葬於御天縣（今属兴河县）的華陽陵。

## 妻妾
- 阮夫人[2]